# Transformation de Lorentz
Cet article présente les transformations de Lorentz sous un aspect technique. Le lecteur désireux d'obtenir des informations physiques plus générales à ce sujet pourra se référer à l'article Relativité restreinte.

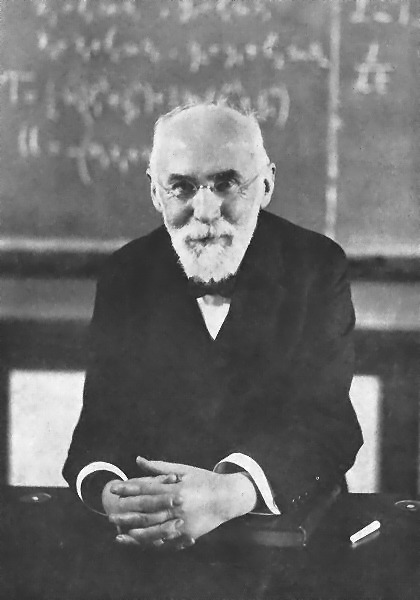
Hendrik Lorentz en 1916.

Les transformations de Lorentz  sont des transformations linéaires des coordonnées d'un point de l'espace-temps de Minkowski à quatre dimensions.
En relativité restreinte, elles correspondent aux lois de changement de référentiel galiléen pour lesquelles les équations de la physique sont préservées (notamment celles de l'électromagnétisme), et pour lesquelles la vitesse de la lumière demeure identique. Elles sont parfois considérées comme l'équivalent relativiste des transformations de Galilée de la mécanique newtonienne. Elles permettent de calculer, notamment, les effets de dilatation du temps ou de contraction des longueurs.
La forme la plus courante est :
{\displaystyle \left\{{\begin{aligned}t'&=\gamma \left(t-{\frac {vx}{c^{2}}}\right)\\x'&=\gamma \left(x-vt\right)\\y'&=y\\z'&=z\end{aligned}}\right.}
Où (t, x, y, z) et (t′, x′, y′, z′) représentent les coordonnées d'un événement dans deux référentiels inertiels dont la vitesse relative {\displaystyle v} est parallèle à l'axe des {\displaystyle x}, {\displaystyle c} est la vitesse de la lumière, et le facteur de Lorentz est {\displaystyle \gamma ={\frac {1}{\sqrt {1-{\frac {v^{2}}{c^{2}}}}}}}.
Le terme « transformations de Lorentz » peut faire référence aux changements de coordonnées présentés ci-dessus, parfois nommés transformations de Lorentz spéciales ou boost de Lorentz, ou bien à un ensemble plus vaste nommé groupe de Lorentz. Ce groupe est constitué de l'ensemble des transformations linéaires compatibles avec les postulats de la relativité restreinte, c'est-à-dire celles qui laissent invariante la pseudo-norme de l'espace de Minkowski. Le groupe de Lorentz inclut non seulement les boosts de Lorentz pour toute direction arbitraire de l'espace, mais également les pivotements du repère d'espace, nommés rotations statiques de l'espace.
Le groupe de Lorentz est lui-même un sous-groupe du groupe de Poincaré qui étend la définition précédente aux transformations affines, sans se limiter aux transformations linéaires. Le groupe de Poincaré permet ainsi de représenter l'ensemble des changements de repère autorisés en relativité restreinte, y compris ceux impliquant un décalage de l'origine du repère d'espace-temps.
L'éponyme des transformations est Hendrik Lorentz (1853-1928). Dans l'introduction de la publication « Deux Mémoires de Henri Poincaré sur la physique mathématique », Hendrik Lorentz précise que c'est pour faire en sorte que les équations de Maxwell s'écrivent à l'identique dans tout référentiel galiléen que Henri Poincaré a introduit mathématiquement cette loi, en la baptisant du nom de Lorentz. Ce dernier en avait donné une version qu'il a, plus tard, jugée imparfaite,.

## Expression de la transformation

### Expression courante
On considère deux référentiels galiléens {\displaystyle {\mathcal {R}}} et {\displaystyle {\mathcal {R}}'} en translation rectiligne uniforme l'un par rapport à l'autre, tels que {\displaystyle {\mathcal {R}}'} se déplace à la vitesse {\displaystyle v} par rapport à {\displaystyle {\mathcal {R}}} suivant la direction de l'axe des {\displaystyle x}. On note respectivement {\displaystyle \ (t,x,y,z)} et {\displaystyle \ (t',x',y',z')} les trois coordonnées spatiales et le temps permettant de repérer un même événement observé depuis chacun de ces référentiels.
Les transformations de Lorentz entre ces deux référentiels sont alors :
| Transformation de Lorentz (direction {\displaystyle x}) {\displaystyle \left\{{\begin{aligned}t'&=\gamma \left(t-{\frac {vx}{c^{2}}}\right)\\x'&=\gamma \left(x-vt\right)\\y'&=y\\z'&=z\end{aligned}}\right.} |

avec {\displaystyle \gamma ={\frac {1}{\sqrt {1-\beta ^{2}}}}~} et {\displaystyle ~\beta =v/c}.
Le paramètre {\displaystyle v} est constant pour une transformation donnée. C'est une grandeur algébrique, positive ou négative, dont la valeur absolue ne peut être égale ou supérieure à {\displaystyle c} : {\displaystyle -c<v<c~} (un déplacement dans le sens positif de l'axe des {\displaystyle x} est compté positivement). Seules les vitesses subluminiques sont ainsi autorisées, et les valeurs possibles pour {\displaystyle \beta } et {\displaystyle \gamma } sont donc : {\displaystyle ~-1<\beta <1~} et {\displaystyle ~1\leq \gamma <+\infty }.
Les transformations ne sont pas définies si {\displaystyle v} est en dehors de ces limites. En effet, {\displaystyle \gamma } prend une valeur infinie pour {\displaystyle v=c} et devient un nombre complexe pour {\displaystyle v>c}. Les coordonnées de temps et d'espace étant des grandeurs mesurables, leur valeur est nécessairement décrite par un nombre réel.
Par ailleurs, en vertu du principe de relativité, aucun référentiel galiléen n'est privilégié par rapport à un autre. Par conséquent, les transformations pour passer de {\displaystyle {\mathcal {R}}} à {\displaystyle {\mathcal {R}}'} doivent être de la même forme que celles permettant de passer de {\displaystyle {\mathcal {R}}'} à {\displaystyle {\mathcal {R}}}.  La seule différence est que {\displaystyle {\mathcal {R}}} se déplace à la vitesse {\displaystyle -v} par rapport à {\displaystyle {\mathcal {R}}'} (la vitesse relative a la même norme mais est orientée dans le sens opposé). Les transformations inverses s'écrivent ainsi :
| Transformation de Lorentz inverse (direction {\displaystyle x}) {\displaystyle \left\{{\begin{aligned}t&=\gamma \left(t'+{\frac {vx'}{c^{2}}}\right)\\x&=\gamma \left(x'+vt'\right)\\y&=y'\\z&=z'\end{aligned}}\right.} |

Les transformations de Lorentz sont ici présentées comme des transformations passives des coordonnées ; autrement dit, on compare la manière dont un même événement est observé depuis deux référentiels différents. Un autre point de vue consiste à les envisager comme des transformations actives qui n'affectent pas le référentiel mais le système physique lui-même. Les nouvelles coordonnées{\displaystyle \ (t',x',y',z')} décrivent alors le phénomène tel qu'il serait observé si l'ensemble du système se trouvait embarqué dans un mouvement rectiligne uniforme à la vitesse {\displaystyle -v} suivant l'axe des {\displaystyle x} dans ce même référentiel.

#### Formes alternatives
- En utilisant {\displaystyle \beta =v/c}, on obtient une écriture plus symétrique des transformations[7] :

{\displaystyle \,~\left\{{\begin{aligned}ct'&=\gamma \left(ct-\beta .x\right)\\x'&=\gamma \left(x~-\beta .ct\right)\\y'&=y\\z'&=z\end{aligned}}\right.\,}
- Pour un doublet d'événements, une forme portant sur les différences de coordonnées peut apparaître comme plus intéressante, car ce sont bien des longueurs et des intervalles de temps qui sont mesurés expérimentalement ou qui présentent un intérêt sur le plan physique. En notant {\displaystyle \ \Delta x,\Delta y,...} et {\displaystyle \ \Delta x',\Delta y',...} les différences de coordonnées entre deux événements observées depuis chaque référentiel, la linéarité des transformations de Lorentz entraîne[8] :

{\displaystyle \left\{{\begin{aligned}\Delta t'&=\gamma \left(\Delta t-{\frac {v\Delta x}{c^{2}}}\right)\\\Delta x'&=\gamma \left(\Delta x-v\Delta t\right)\\\Delta y'&=\Delta y\\\Delta z'&=\Delta z\end{aligned}}\right.}
- En théorie quantique relativiste, l'inversion temporelle T et l'inversion spatiale P sont également admises. Les transformations de Lorentz qui laissent les équations de la physique invariantes (en l'absence de charge électrique) sont alors :

{\displaystyle \,~\left\{{\begin{aligned}c\Delta t'&=\epsilon _{1}\gamma \left(c\Delta t-\beta \Delta x\right)\\\Delta x'&=\epsilon _{2}\gamma \left(\Delta x-\beta c\Delta t\right)\\\Delta y'&=\epsilon _{2}\Delta y\\\Delta z'&=\epsilon _{2}\Delta z\end{aligned}}\right.\,,} où les {\displaystyle \epsilon _{i}=\pm 1} indiquent s'il y a un changement d'orientation temporelle et/ou spatiale.
Plus généralement, toute transformation utilisée en physique quantique est de la forme {\displaystyle S\cdot \Lambda }, avec {\displaystyle \Lambda } une transformation du groupe de Lorentz de la relativité restreinte (orthochrone et propre) et {\displaystyle S\in \{Id\ ;\ T\ ;\ P\ ;\ TP\}}. Le groupe des transformations propres et orthochrones étant connexe, cette décomposition indique que le groupe de Lorentz est formé de quatre composantes connexes.

### Expression sous forme matricielle
Sous forme matricielle, les transformations de Lorentz s'écrivent :
{\displaystyle {\begin{bmatrix}ct'\\x'\\y'\\z'\end{bmatrix}}={\begin{bmatrix}\gamma &-\beta \gamma &0&0\\-\beta \gamma &\gamma &0&0\\0&0&1&0\\0&0&0&1\\\end{bmatrix}}{\begin{bmatrix}c\,t\\x\\y\\z\end{bmatrix}}}
où la matrice notée {\displaystyle \Lambda } satisfait les propriétés attendues suivantes :
- {\displaystyle \det(\Lambda )=+1}, ce qui signifie que la transformation préserve l'orientation de l'espace ;
- {\displaystyle \Lambda ^{T}~\eta ~\Lambda =\eta ~}, où {\displaystyle \eta } est la métrique de Minkowski {\displaystyle ~\eta =\mathrm {diag} (1,-1,-1,-1)}, ce qui signifie que la matrice est pseudo-orthogonale et préserve la pseudo-norme de l'espace de Minkowski.

La transformation inverse {\displaystyle \Lambda ^{-1}} est donnée par :
{\displaystyle {\begin{bmatrix}ct\\x\\y\\z\end{bmatrix}}={\begin{bmatrix}\gamma &\beta \gamma &0&0\\\beta \gamma &\gamma &0&0\\0&0&1&0\\0&0&0&1\\\end{bmatrix}}{\begin{bmatrix}c\,t'\\x'\\y'\\z'\end{bmatrix}}.}
Cette écriture sous forme de matrice 4×4 correspond à la représentation standard du groupe de Lorentz, notée (½,½). Les objets qui se transforment sous cette représentation sont des quadrivecteurs (ici, le quadrivecteur temps-position). D'autres représentations matricielles sont cependant possibles et permettent d'appliquer les transformations de Lorentz à des objets de nature différente (ex : champ électromagnétique, bispineurs de Dirac…).

### Expression comme rotation hyperbolique
Des définitions {\displaystyle ~\gamma ={\frac {1}{\sqrt {1-\beta ^{2}}}}~} et {\displaystyle ~\beta =v/c~,} il découle {\displaystyle \ \gamma ^{2}-(\gamma \beta )^{2}=1}.

L'analogie avec la relation de trigonométrie hyperbolique {\displaystyle ~\cosh ^{2}\phi -\sinh ^{2}\phi =1~} permet de définir la rapidité {\displaystyle \phi } en posant :
{\displaystyle ~\cosh(\phi )=\gamma \geq 1~} et {\displaystyle ~\sinh(\phi )=\gamma \beta \in \mathbb {R} \,,} avec {\displaystyle \phi =\operatorname {argth} {\left(v/c\right)}\in \mathbb {R} }.
Toute transformation de Lorentz spéciale peut ainsi s'écrire :
{\displaystyle {\begin{bmatrix}ct'\\x'\\y'\\z'\end{bmatrix}}={\begin{bmatrix}\cosh(\phi )&-\sinh(\phi )&0&0\\-\sinh(\phi )&\cosh(\phi )&0&0\\0&0&1&0\\0&0&0&1\\\end{bmatrix}}{\begin{bmatrix}ct\\x\\y\\z\end{bmatrix}}\ .}
Et la forme inverse :
{\displaystyle {\begin{bmatrix}ct\\x\\y\\z\end{bmatrix}}={\begin{bmatrix}\cosh(\phi )&\sinh(\phi )&0&0\\\sinh(\phi )&\cosh(\phi )&0&0\\0&0&1&0\\0&0&0&1\\\end{bmatrix}}{\begin{bmatrix}ct'\\x'\\y'\\z'\end{bmatrix}}\ .}
La ressemblance avec une matrice de rotation dans l'espace ordinaire amène à voir toute transformation de Lorentz spéciale comme une rotation hyperbolique d'angle {\displaystyle \phi } dans l'espace-temps de Minkowski (où {\displaystyle \phi } est la rapidité). Cette « rotation » présente cependant la particularité d'affecter également la coordonnée temporelle. Le caractère pseudo-orthogonal des matrices de rotation met en évidence que ces transformations sont bien des isométries de l'espace de Minkowski.

### Expression sous forme diagonalisée
Avec les définitions et propriétés des fonctions de la trigonométrie hyperbolique, on obtient une présentation un peu différente des transformations de Lorentz :
{\displaystyle {\begin{cases}ct'-x'=\mathrm {e} ^{\phi }(ct-x)\\ct'+x'=\mathrm {e} ^{-\phi }(ct+x)\\y'=y\\z'=z.\end{cases}}}
Soit, sous forme matricielle :
{\displaystyle {\begin{bmatrix}ct'-x'\\ct'+x'\\y'\\z'\end{bmatrix}}={\begin{bmatrix}\mathrm {e} ^{\phi }&0&0&0\\0&\mathrm {e} ^{-\phi }&0&0\\0&0&1&0\\0&0&0&1\\\end{bmatrix}}{\begin{bmatrix}ct-x\\ct+x\\y\\z\end{bmatrix}}\ .}
C'est une forme diagonalisée avec des choix de repères dont deux axes forment l'intersection du cône de lumière avec le plan (Oxt), ou (Ox't') pour l'autre repère, et qui sont impossibles à matérialiser dans l'espace physique à trois dimensions.

### Expression pour une direction quelconque
Les transformations de Lorentz peuvent être généralisées à une direction quelconque de l'espace. Pour deux repères galiléens en translation rectiligne uniforme l'un par rapport à l'autre, tels que le mouvement relatif de {\displaystyle {\mathcal {R}}'} par rapport à {\displaystyle {\mathcal {R}}} soit décrit par un vecteur vitesse {\displaystyle \mathbf {v} } et tels que les origines des deux repères soient confondues à {\displaystyle t=t'=0}, les transformations s'écrivent sous forme vectorielle :
| Transformation de Lorentz (direction v quelconque) {\displaystyle \left\{{\begin{aligned}t'&=\gamma \left(t-{\frac {\mathbf {v} \cdot \mathbf {r} }{c^{2}}}\right)\\\mathbf {r'} &=\mathbf {r} +(\gamma -1)\left({\frac {\mathbf {r} \cdot \mathbf {v} }{v^{2}}}\right)\mathbf {v} -\gamma t\mathbf {v} \end{aligned}}\right.} |

où {\displaystyle |\mathbf {v} |=v} et où {\displaystyle \mathbf {r} =(x,y,z)} et {\displaystyle \mathbf {r'} =(x',y',z')} désignent les coordonnées spatiales observées depuis chaque référentiel.
Ces formules doivent naturellement demeurer valables dans tous les référentiels inertiels. Le mouvement relatif de {\displaystyle {\mathcal {R}}} par rapport à {\displaystyle {\mathcal {R}}'} étant décrit par le vecteur {\displaystyle -\mathbf {v} }, la transformation inverse s'écrit par conséquent :
| Transformation de Lorentz inverse (direction –v quelconque) {\displaystyle \left\{{\begin{aligned}t&=\gamma \left(t'+{\frac {\mathbf {v} \cdot \mathbf {r'} }{c^{2}}}\right)\\\mathbf {r} &=\mathbf {r'} +(\gamma -1)\left({\frac {\mathbf {r'} \cdot \mathbf {v} }{v^{2}}}\right)\mathbf {v} +\gamma t'\mathbf {v} \end{aligned}}\right.} |

En écriture matricielle, on obtient :
{\displaystyle X'=\Lambda X}
avec :
{\displaystyle \Lambda ={\begin{bmatrix}\gamma &-\gamma v_{x}/c&-\gamma v_{y}/c&-\gamma v_{z}/c\\-\gamma v_{x}/c&1+(\gamma -1){\dfrac {v_{x}^{2}}{v^{2}}}&(\gamma -1){\dfrac {v_{x}v_{y}}{v^{2}}}&(\gamma -1){\dfrac {v_{x}v_{z}}{v^{2}}}\\-\gamma v_{y}/c&(\gamma -1){\dfrac {v_{y}v_{x}}{v^{2}}}&1+(\gamma -1){\dfrac {v_{y}^{2}}{v^{2}}}&(\gamma -1){\dfrac {v_{y}v_{z}}{v^{2}}}\\-\gamma v_{z}/c&(\gamma -1){\dfrac {v_{z}v_{x}}{v^{2}}}&(\gamma -1){\dfrac {v_{z}v_{y}}{v^{2}}}&1+(\gamma -1){\dfrac {v_{z}^{2}}{v^{2}}}\end{bmatrix}}\,,\quad X'={\begin{bmatrix}c\,t'\\x'\\y'\\z'\end{bmatrix}}\quad {\textrm {et}}\quad X={\begin{bmatrix}c\,t\\x\\y\\z\end{bmatrix}}\,.}

## Expression pour d'autres grandeurs

### Quadrivecteurs
Bien que les transformations de Lorentz soient initialement présentées comme des changements de coordonnées de temps et d'espace, elles s'appliquent de manière plus générale à toute quantité physique pouvant être décrite par un quadrivecteur (un quadrivecteur étant par définition un vecteur de dimension quatre dont les composantes se transforment de la même manière que les coordonnées de temps et d'espace).
Lors d'un changement de coordonnées, un quadrivecteur {\displaystyle X} est donc transformé en {\displaystyle X'} par la relation matricielle linéaire :
{\displaystyle X'=\Lambda X}
où {\displaystyle \Lambda } est une transformation de Lorentz exprimée en représentation standard par une matrice 4×4.
Par ailleurs, en posant {\displaystyle X=(A,\mathbf {Z} )}, avec {\displaystyle \mathbf {Z} =(Z_{x},Z_{y},Z_{z})}, la pseudo-norme de tout quadrivecteur est donnée par {\displaystyle ~X\cdot X=X^{\mathrm {T} }\eta X~} et satisfait une relation de la forme :
{\displaystyle X\cdot X=X'\cdot X'\quad \quad \Longleftrightarrow \quad \quad A^{2}-\mathbf {Z} \cdot \mathbf {Z} ={A'}^{2}-\mathbf {Z} '\cdot \mathbf {Z} '}
indiquant que la norme du quadrivecteur est un invariant relativiste.
| Quadrivecteur                    | A                              | Z                             | X                                                                                                 |
| -------------------------------- | ------------------------------ | ----------------------------- | ------------------------------------------------------------------------------------------------- |
| Quadrivecteur position           | Temps                          | Vecteur position              | {\displaystyle \left(ct;\mathbf {r} \right)}                                                      |
| Quadrivecteur impulsion          | Energie                        | Vecteur quantité de mouvement | {\displaystyle \left({\tfrac {E}{c}};\mathbf {p} \right)}                                         |
| Quadrivecteur vitesse            | Vitesse de la lumière          | Vecteur vitesse               | {\displaystyle \gamma _{u}\left(c;\mathbf {u} \right)}                                            |
| Quadrivecteur force              | Puissance mécanique            | Vecteur force                 | {\displaystyle \gamma _{u}\left({\tfrac {\mathbf {F} \cdot \mathbf {u} }{c}};\mathbf {F} \right)} |
| Quadrivecteur potentiel          | Potentiel électrique           | Potentiel vecteur magnétique  | {\displaystyle \left({\tfrac {\Phi }{c}};\mathbf {A} \right)}                                     |
| Quadrivecteur densité de courant | Densité de charges électriques | Vecteur densité de courant    | {\displaystyle \left(\rho c;\mathbf {J} \right)}                                                  |
| Quadrivecteur d'onde             | Pulsation                      | Vecteur d'onde                | {\displaystyle \left({\tfrac {\omega }{c}};\mathbf {k} \right)}                                   |
| Quadrivecteur spin               | -                              | Spin                          | {\displaystyle \left(s_{t};\mathbf {S} \right)}                                                   |

Il existe cependant des grandeurs qui ne peuvent s'écrire sous forme de quadrivecteur. C'est par exemple le cas pour le moment cinétique {\displaystyle \mathbf {L} } et également pour le champ électrique {\displaystyle \mathbf {E} } et le champ magnétique {\displaystyle \mathbf {B} }. Le moment cinétique est par définition {\displaystyle \mathbf {L} =\mathbf {r} \times \mathbf {p} } et devient après un boost {\displaystyle \mathbf {L} '=\mathbf {r} '\times \mathbf {p} '}. Concernant les champs {\displaystyle \mathbf {E} } et {\displaystyle \mathbf {B} }, ils constituent deux aspects complémentaires du champ électromagnétique et ne peuvent donc être transformés de manière séparée. En prenant la force de Lorentz comme définition de ces champs, l'application du principe de covariance aux lois de l'électromagnétisme implique que l'expression {\displaystyle \mathbf {F} =q(\mathbf {E} +\mathbf {v} \times \mathbf {B} )} doit conserver une forme identique après un changement de référentiel inertiel {\displaystyle \mathbf {F} '=q(\mathbf {E} '+\mathbf {v} '\times \mathbf {B} ')}.

### Champ électromagnétique
Les formules de transformation des champs {\displaystyle \mathbf {E} } et {\displaystyle \mathbf {B} } suggèrent que ces deux grandeurs sont couplées en un objet mathématique à 6 composantes : un tenseur de rang 2 antisymétrique, c'est-à-dire un bivecteur. Le tenseur électromagnétique s'écrit sous forme matricielle :
{\displaystyle F^{\mu \nu }={\begin{pmatrix}0&-E_{x}/c&-E_{y}/c&-E_{z}/c\\E_{x}/c&0&-B_{z}&B_{y}\\E_{y}/c&B_{z}&0&-B_{x}\\E_{z}/c&-B_{y}&B_{x}&0\end{pmatrix}}\quad } (Convention de signature (+ − − −))
Les champs {\displaystyle F'} obtenus après transformation de Lorentz {\displaystyle \Lambda } sont donnés sous forme matricielle par :
{\displaystyle F'=\Lambda F\Lambda ^{T}}
ou bien en écriture tensorielle :
{\displaystyle F'^{\mu \nu }={\Lambda ^{\mu }}_{\rho }{\Lambda ^{\nu }}_{\sigma }F^{\rho \sigma }}
Pour un simple boost suivant l'axe {\displaystyle x}, on obtient :
{\displaystyle \left\{{\begin{aligned}E'_{x}&=E_{x}{\frac {}{}}\\E'_{y}&=\gamma (E_{y}-\beta cB_{z}){\frac {}{}}\\E'_{z}&=\gamma (E_{z}+\beta cB_{y}){\frac {}{}}\\B'_{x}&=B_{x}\\B'_{y}&=\gamma (B_{y}+{\tfrac {\beta }{c}}E_{z})\\B'_{z}&=\gamma (B_{z}-{\tfrac {\beta }{c}}E_{y})\end{aligned}}\right.}

### Autres quantités
Pour un objet général à {\displaystyle n} composantes, les transformations de Lorentz s'écrivent :
{\displaystyle {X'}={\Pi (\Lambda )}~X}
avec {\displaystyle \Pi } la représentation qui à toute transformation {\displaystyle \Lambda } associe une matrice {\displaystyle n\times n}.
Les différentes représentations du groupe de Lorentz (en) sont construites à partir de l'algèbre de Lie du groupe de Lorentz, par exponentiation de matrice.

## Implications physiques
Les transformations de Lorentz peuvent être mises en parallèle avec les transformations de Galilée de la mécanique newtonienne :
| Transformation de Galilée {\displaystyle \,~\left\{{\begin{aligned}t'&=t\\x'&=x-vt\\y'&=y\\z'&=z\end{aligned}}\right.} | {\displaystyle ~~~~~~~~} | Transformation de Lorentz {\displaystyle \left\{{\begin{aligned}t'&=\gamma \left(t-vx/c^{2}\right)\\x'&=\gamma \left(x-vt\right)\\y'&=y\\z'&=z\end{aligned}}\right.} |
On constate que, contrairement au cas classique, la coordonnée temporelle est désormais affectée par le changement de référentiel, le temps ne pouvant plus être considéré comme absolu en relativité. La notion de simultanéité entre deux événements devient relative, ce qui signifie que deux événements simultanés dans un référentiel ne le sont pas nécessairement dans un autre. Le facteur {\displaystyle \gamma } présent devant les parenthèses entraîne l'apparition de phénomènes tels que la contraction des longueurs et la dilatation des durées. Le renoncement à la conception d'un espace et d'un temps absolus permet de garantir l'invariance de c dans tous les référentiels galiléens, en opposition avec la vision classique qui postulait l'existence d'un éther servant de support mécanique à la propagation des ondes lumineuses.

## Histoire et genèse des transformations de Lorentz

### Voigt
Woldemar Voigt publie en 1887 un article sur l'effet Doppler dans lequel il remarque l'invariance de certaines équations différentielles sous les changements de variables (en notation moderne pour en faciliter la lecture) :
{\displaystyle x^{\prime }=x-vt,\quad y^{\prime }={\frac {y}{\gamma }},\quad z^{\prime }={\frac {z}{\gamma }},\quad t^{\prime }=t-{\frac {vx}{c^{2}}},\quad \gamma ={\frac {1}{\sqrt {1-{\frac {v^{2}}{c^{2}}}}}}}

### Fitzgerald
En 1889, George Francis FitzGerald publie dans la revue Science l'article L'éther et l'atmosphère terrestre, dans lequel il formule l'hypothèse de contraction des longueurs, hypothèse que Hendrik Lorentz formulera aussi, indépendamment de FitzGerald, dans un article de 1892.

### Lorentz
Dans son ouvrage La théorie électromagnétique de Maxwell et son application aux corps mouvants de 1892, Lorentz utilisera des transformations bien différentes de celles de Voigt :
{\displaystyle x^{\prime }={\dfrac {c}{\sqrt {c^{2}-v^{2}}}}x,\quad y^{\prime }=y,\quad z^{\prime }=z,\quad t^{\prime }=t-{\dfrac {\epsilon }{c}}x^{\prime }\quad {\text{avec }}\epsilon ={\dfrac {v}{\sqrt {c^{2}-v^{2}}}}}
Aussi bien pour Voigt que pour Lorentz, ces transformations ne sont encore que des outils mathématiques sans signification particulière.
Lorentz introduit le concept de temps local correspondant à l'image de la coordonnée de temps par ces transformations. Toutefois, ce temps local n'a pas pour lui de signification autre que mathématique :

« It is important to understand that for Lorentz the transformed coordinates and fields were
mathematical aids with no direct physical significance. »

— Olivier Darrigol, The genesis of the theory of relativity, séminaire Poincaré, 2005.
Dans un article de 1899, Lorentz observera que l'hypothèse de contraction découle naturellement des transformations qu'il reformulera :
{\displaystyle x^{\prime }={\dfrac {c}{\sqrt {c^{2}-v^{2}}}}x,\quad y^{\prime }=y,\quad z^{\prime }=z,\quad t^{\prime }=t-{\dfrac {v}{c^{2}-v^{2}}}x}
Dans un article de 1904 Lorentz donnera des transformations encore différentes:
{\displaystyle x^{\prime }=klx,\quad y^{\prime }=ly,\quad z^{\prime }=lz,\quad t^{\prime }={\frac {l}{k}}t-kl{\frac {w}{c^{2}}}x\quad {\text{avec }}k^{2}={\dfrac {c^{2}}{c^{2}-w^{2}}}}
On voit donc qu'en 1904, la forme de ces transformations n'est pas encore parfaitement déterminée, elle apparaît par tâtonnement, par essais/erreurs.

### Poincaré
L'année suivante, 1905, Henri Poincaré présente à l'Académie des Sciences la note Sur la dynamique de l'électron résumant son article qu'il prévoit de présenter à Palerme, et dans laquelle il confirme et corrige les résultats de Lorentz de 1904, donne leur nom aux transformations de Lorentz (corrigées)
{\displaystyle x^{\prime }=kl(x+\epsilon t),\quad y^{\prime }=ly,\quad z^{\prime }=lz,\quad t^{\prime }=kl(t+\epsilon x)\quad {\text{avec }}k={\dfrac {1}{\sqrt {1-\epsilon ^{2}}}}}
et observe qu'elles doivent former un groupe.
Il leur donne ainsi leur forme définitive (au signe près, ce qui revient juste à considérer les transformations inverses) :
{\displaystyle x^{\prime }=k(x+\epsilon t),\quad y^{\prime }=y,\quad z^{\prime }=z,\quad t^{\prime }=k(t+\epsilon x)\quad {\text{avec }}k={\dfrac {1}{\sqrt {1-\epsilon ^{2}}}}}

### Einstein
La même année, Einstein publie son article Sur l'électrodynamique des corps en mouvement dans lequel il reconstruit ces mêmes transformations, et leur donne tout leur sens.

## Différentes méthodes pour trouver les transformations
Les transformations de Lorentz peuvent être obtenues sans avoir à postuler l'invariance de la vitesse de la lumière dans le vide,,. Elles se déduisent d'un nombre limité d'hypothèses : l'homogénéité de l'espace-temps,,, (ou du temps et de l'espace) ; l'infinité de l'espace-temps ; l'isotropie de l'espace,,, ; la structure de groupe des transformations ; et le principe, de causalité,,. Il s'agit d'une méthode initiée, dès 1910, par Vladimir Ignatovski (1875-1942), et exposée, en 1976, par Jean-Marc Lévy-Leblond,. Elle est utilisée afin de mettre en évidence que la constante {\displaystyle c} est une constante de structure de l'espace-temps,.
Ci-dessous, une méthode ne faisant pas appel à l'invariance de la vitesse de la lumière dans le vide.

Il existe d'autres méthodes permettant d'obtenir les transformations de Lorentz :
- Pour la relativité restreinte, Einstein a initié une méthode[31] :

À partir du principe de relativité et de l'invariance de la vitesse de la lumière par changement de référentiel, de l'homogénéité et de l'isotropie supposées de l'espace, et à l'aide d'une représentation géométrique d'une situation idéale où deux référentiels inertiels permettent de voir, mesurer les longueurs, et chronométrer le temps d'un référentiel à l'autre, on démontre les différentes formules par un système d'équations linéaires dont il faut trouver les coefficients. Les transformations non physiques sont parfois écartées sans détail par le choix de la solution positive dans une équation du second degré, choix dû à l'hypothèse physique de l'orientation des repères par une règle telle que celle de la main droite, illustrée par la représentation géométrique accompagnant le raisonnement.
- En physique quantique relativiste, comme en théorie quantique des champs, les transformations utilisées sont définies comme les symétries de l'espace de Minkowski qui laissent inchangées les équations (en l'absence de charge électrique). Cela revient à déterminer les transformations linéaires laissant inchangé l'intervalle d'espace-temps : c'est une définition mathématique pour laquelle les changements de référentiel pour des observateurs ne sont que certaines de ces transformations et qui permet de les trouver toutes.
 Cette méthode est aussi utilisée dans certains manuels de relativité restreinte, après avoir démontré que l'invariance de l'intervalle d'espace-temps par changement de référentiel découle directement des deux axiomes de la relativité restreinte, et en éliminant les transformations qui ne respectent pas la convention d'orientation pour les repères tridimensionnels (règle de la main droite, en général) et d'orientation de l'axe du temps vers le futur ; élimination faite de diverses manières, parfois marquées du sceau de l'évidence[33], et parfois plus justifiées[34].

- On peut aussi retrouver ces transformations en cherchant les applications linéaires de l'espace-temps à quatre dimensions, mais a priori sans métrique, conservant la forme des équations de Maxwell[35].

### La méthode géométrique
On suppose que l'espace-temps physique est un espace affine où les référentiels, dont seuls sont considérés ceux qui sont inertiels, sont identifiés aux repères affines de cet espace affine. De plus on néglige les translations constantes entre les repères qui ne se manifestent que par des additions de nombres constants aux coordonnées. Donc, la transformation des coordonnées s'effectue au moyen d'une application linéaire, représentable par une matrice :